# Olympische Sommerspiele 1968/Teilnehmer (Singapur)
| Gelbes Symbol für Goldmedaillen mit stilisierten Olympischen Ringen | Graues Symbol für Silbermedaillen mit stilisierten Olympischen Ringen | Braundes Symbol für Bronzemedaillen mit stilisierten Olympischen Ringen |
| ------------------------------------------------------------------- | --------------------------------------------------------------------- | ----------------------------------------------------------------------- |
| —                                                                   | —                                                                     | —                                                                       |

Singapur nahm an den Olympischen Sommerspielen 1968 in Mexiko-Stadt mit einer Delegation von vier männlichen Athleten an sechs Wettkämpfen in drei Sportarten teil. Es konnte keine Medaille gewonnen werden.

## Teilnehmer nach Sportarten

### Gewichtheben
- Chye Hong-Tung
Bantamgewicht: 12. Platz

- Chua Phung Kim
Federgewicht: disqualifiziert

### Leichtathletik
- Canagasabai Kunalan
100 Meter: Viertelfinale
200 Meter: Vorläufe

### Schießen
- Loh Kok Heng
Schnellfeuerpistole 25 m: 46. Platz
Freie Pistole 50 m: 66. Platz